# Tougan
Tougan este un oraș din provincia Sourou, Burkina Faso.